# Cricovu Dulce, Dâmbovița
Cricovu Dulce este un sat în comuna Iedera din județul Dâmbovița, Muntenia, România.

## Personalități
- Eusebiu Ștefănescu (1944 - 2015), actor. Părinții lui erau originari din localitate

 Acest articol despre o localitate din județul Dâmbovița este deocamdată un ciot. Puteți ajuta Wikipedia prin completarea lui.